# Всеобщие выборы на Кубе (1948)
Всеобщие выборы на Кубе проходили 1 июня 1948 года. На президентских выборах победу одержал Карлос Прио Сокаррас от альянса партии «Аутентико» и Республиканской партии. На парламентских выборах крупнейшей фракцией Палаты представителей осталась «Аутентико» с 29 из 70 мест. Явка составила 78,7%.
Выборы стали последним свободным голосованием перед государственным переворотом, осуществлённым Фульхенсио Батиста и последующей Кубинской революции.

## Результаты

### Президентские выборы
| Кандидат                           | партия                                      | Голосов   | %    |
| ---------------------------------- | ------------------------------------------- | --------- | ---- |
| Карлос Прио Сокаррас               | Альянс «Аутентико» и Республиканской партии | 905 198   | 45,8 |
| Рикардо Нуньес Портуондо           | Либеральная партия                          | 599 364   | 30,3 |
| Эдуардо Рене Чибас Рибас           | Ортодоксальная партия                       | 324 364   | 16,4 |
| Хуан Маринелло                     | Народная социалистическая партия            | 142 972   | 7,2  |
| Недействительных/пустых бюллетеней | Недействительных/пустых бюллетеней          | 807       | 0,3  |
| Всего                              | Всего                                       | 1 972 705 | 100  |
| Источник: Nohlen                   |                                             |           |      |

### Выборы в Сенат
| Партия                                      | Голосов | % | Мест | +/- |
| ------------------------------------------- | ------- | - | ---- | --- |
| Альянс «Аутентико» и Республиканской партии |         |   | 36   | +12 |
| Либерально-демократическая коалиция         |         |   | 18   | -   |
| Недействительных/пустых бюллетеней          |         | - | -    | -   |
| Всего                                       |         |   | 54   | 0   |
| Источник: Nohlen                            |         |   |      |     |

### Выборы в Палату представителей
| Партия                             | Голосов | % | Мест | +/-   |
| ---------------------------------- | ------- | - | ---- | ----- |
| Партия «Аутентико»                 |         |   | 29   | -1    |
| Либеральная партия                 |         |   | 15   | +4    |
| Республиканская партия             |         |   | 11   | +4    |
| Демократическая партия             |         |   | 6    | -4    |
| Народная социалистическая партия   |         |   | 5    | 0     |
| Ортодоксальная партия              |         |   | 4    | новая |
| Недействительных/пустых бюллетеней |         | - | -    | -     |
| Всего                              |         |   | 70   | +4    |
| Источник: Nohlen                   |         |   |      |       |